# Ar-Rajjan (Syria)
Ar-Rajjan (arab. الريان) – miejscowość w Syrii, w muhafazie Hims. W 2004 roku liczyła 4876 mieszkańców.